# UFC Fight Night: Overeem vs. Oleinik
UFC Fight Night: Overeem vs. Oleinik（ユーエフシー・ファイトナイト：オーフレイム・バーサス・オレイニク、別名UFC Fight Night 149、UFC on ESPN+ 7）は、アメリカ合衆国の総合格闘技団体「UFC」の大会の一つ。2019年4月20日、ロシア・サンクトペテルブルクのユビレイニ・スポーツ・コンプレックスで開催された。

## 大会概要
本大会ではアリスター・オーフレイムとアレクセイ・オレイニクによるヘビー級戦が組まれた。

## 試合結果

### プレリミナリーカード
第1試合 ライト級 5分3R
○  マゴメド・ムスタファエフ vs.  ラファエル・フィジエフ ×
1R 1:26 TKO（右後ろ回し蹴り→パウンド）
第2試合 ライトヘビー級 5分3R
○  ミハル・オレクシェイチュク vs.  ガジムラド・アンティグロフ ×
1R 0:44 KO（左アッパー→パウンド）
第3試合 ヘビー級 5分3R
○  シャミル・アブドゥラヒモフ vs.  マルチン・ティブラ ×
2R 3:15 TKO（スタンドパンチ連打）
第4試合 ライト級 5分3R
○  アレクサンダー・ヤコブレフ vs.  アレックス・ダ・シウバ ×
2R 3:10 ギロチンチョーク
第5試合 ウェルター級 5分3R
○  スルタン・アリエフ vs.  中村K太郎 ×
3R終了 判定3-0（30-27、30-27、30-27）
第6試合 フェザー級 5分3R
○  モフサル・エフロエフ vs.  チェ・スンウ ×
3R終了 判定3-0（29-27、29-27、29-26）

### メインカード
第7試合 ミドル級 5分3R
○  クリストフ・ヨトゥコ vs.  アレン・アメドフスキー ×
3R終了 判定3-0（30-25、30-26、30-26）
第8試合 女子フライ級 5分3R
○  ロクサン・モダフェリ vs.  アントニーナ・シェフチェンコ ×
3R終了 判定2-1（29-28、28-29、29-28）
第9試合 ヘビー級 5分3R
○  セルゲイ・パブロビッチ vs.  マルセロ・ゴルム ×
1R 1:06 KO（右フック→右アッパー）
第10試合 ライト級 5分3R
○  イスラム・マカチェフ vs.  アルマン・ツァルキヤン ×
3R終了 判定3-0（30-27、30-27、29-28）
第11試合 ヘビー級 5分5R
○  アリスター・オーフレイム vs.  アレクセイ・オレイニク ×
1R 4:45 TKO（膝蹴り→パウンド）

### 各賞
ファイト・オブ・ザ・ナイト： イスラム・マカチェフ vs. アルマン・ツァルキヤン
パフォーマンス・オブ・ザ・ナイト： セルゲイ・パブロビッチ、マゴメド・ムスタファエフ
各選手にはボーナスとして5万ドルが授与された。

### カード変更
負傷などによるカードの変更は以下の通り。